# Šahin Imranov
Šahin Imranov (azerski: Şahin İmranov) (Sumgait, 23. rujna 1980.) je azerbajdžanski amaterski boksač. Osvajač je brončane medalje u kategoriji bantam na Olimpijadi u Pekingu 2008.

## Vanjske poveznice
- Olimpijske kvalifikacije
- Yahoo! Sports
- sports-reference  Arhivirana inačica izvorne stranice od 26. prosinca 2013. (Wayback Machine)